# Attaque à Sunnydale
Attaque à Sunnydale est le 3e épisode de la saison 2 de la série télévisée Buffy contre les vampires.

## Résumé
Deux nouveaux vampires, Spike et Drusilla, arrivent à Sunnydale. Avec Angelus, ils ont autrefois semé la destruction partout où ils passaient. Spike se présente au Juste des Justes et lui promet de tuer Buffy. Drusilla, quant à elle, semble être dans un grand état de faiblesse. Spike décide d'attaquer Buffy le samedi, soir de la Saint Valérien, date importante pour les vampires car leurs capacités sont renforcées cette nuit-là. Buffy est quant à elle chargée par le principal Snyder de préparer la rencontre parents-professeurs qu'elle craint par-dessus tout.
Le jeudi soir, la rencontre parents-professeurs a lieu au lycée et, comme le redoutait Buffy, Snyder rencontre Joyce. Mais Spike et son groupe de vampires attaquent à ce moment-là car Spike était trop impatient pour attendre jusqu'au samedi soir. Alors que les adultes succombent à la panique, Buffy tente d'organiser la résistance et finit par se battre avec Spike. Le vampire prend le dessus mais Buffy est sauvée par l'arrivée de sa mère qui le frappe par-derrière avec une hache. Spike prend alors la fuite et rentre au repaire des vampires où le Juste des Justes lui reproche son échec. Spike l'enferme alors dans une cage qu'il expose au soleil, ce qui brûle vif le Juste des Justes.